# ソユーズTMA-22
ソユーズTMA-22は、2011年11月14日にソユーズFGによって打ち上げられた国際宇宙ステーションへの飛行である。第29次長期滞在のクルー3名をISSに運搬する。改良前のソユーズTMA型の最終飛行となり、今後の飛行は改良型のソユーズTMA-M型が用いられる。当初は9月の打上げ予定であったがプログレスM-12Mの打上げ失敗を受けて11月に打ち上げが延期されていた。

## 乗組員
- アントン・シュカプレロフ (1) -  ロシア RSA
- アナトリー・イヴァニシン (1) -  ロシア RSA
- ダニエル・バーバンク（英語版） (3) -  アメリカ合衆国 NASA